# Cristina Canziani
Cristina Canziani (Trieste, 19 dicembre 1972) è una pianista italiana.

## Biografia
Ultima i suoi studi a Trieste con il massimo dei voti e la lode presso il conservatorio Giuseppe Tartini. Dopo essersi perfezionata sia in Italia che all'estero, le viene assegnata nel 1990 una borsa di studio dalla Comunità Europea e frequenta la Scuola di alto perfezionamento musicale di Saluzzo. Nel 1992, insieme al violinista Guido Rimonda, con cui poi si sposa nel 2000, fonda la Camerata Ducale, con la quale incide in prima registrazione mondiale su CD l'opera integrale dei concerti per pianoforte e orchestra di Giovanni Battista Viotti.
Ha un'intensa attività artistico-musicale e, oltre al concertismo, ricopre il ruolo di direttore artistico del Viotti Festival di Vercelli, con sede staccata in Florida dal 2007.
Numerose sono le sue pubblicazioni di tipo storico-musicale, fra le quali si ricordano Quattro secoli di liuteria in Piemonte e l'edizione anastatica e critica dei quattro volumi del trattato di armonia La musica ragionata di Carlo Giovanni Testori (1767).
Cristina Canziani ha collaborato con i più importanti artisti, da Uto Ughi a Shlomo Mintz, da Igor Oistrach a Vladimir Spivakov. Ha compiuto numerose tournée negli Stati Uniti.

## Discografia
- Camille Saint-Saëns: Sonata per violino e pianoforte op.75 N.1 - Charles Dancla: "Petite ecole de la melodie" op.123 - Jules Massenet: Thais (1894) Meditation - Violino: Guido Rimonda, Pianoforte: Cristina Canziani,  Etichetta: CHANDOS - Inghilterra 2009
- Giovanni Battista Viotti: Concerto per violino, pianoforte e orchestra N.3 e altre composizioni per violino e orchestra (Allegato alla Rivista Amadeus-Novembre 2007 Edizioni Paragon)
- Giovanni Battista Viotti: 15 concerti per pianoforte e orchestra; pianoforte solista Cristina Canziani, Orchestra Camerata Ducale, direttore Guido Rimonda - Edizione Bongiovanni (Bologna)
- Giovanni Battista Viotti: Sinfonia concertante per violino, pianoforte e orchestra; pianoforte solista Cristina Canziani, violino solista e direttore Guido Rimonda, Orchestra Camerata Ducale - Edizione Bongiovanni (Bologna)
- Giovanni Battista Viotti: concerto per violino, pianoforte e orchestra; pianoforte solista Cristina Canziani, violino solista e direttore Guido Rimonda, Orchestra Camerata Ducale - Edizione Bongiovanni (Bologna)
- Wolfgang Amadeus Mozart: concerti per pianoforte e orchestra Kv414-413-466-488; pianoforte solista Cristina Canziani, Orchestra Filarmonica Italiana - collana "I Grandi Musicisti" 2 CD Fratelli Fabbri Editori.
- Johann Sebastian Bach: concerti per clavicembalo e orchestra d'archi; clavicembalo solista Cristina Canziani - collana "I Grandi Musicisti" 2CD Fratelli Fabbri Editori.